# Амірасланов Махір Ільгар-огли
Махір Ільгар-огли Амірасланов (азерб. Mahir İlqar oğlu Əmiraslanov; нар. 12 травня 1997, Ґазах, Ґазаський район) — азербайджанський борець вільного стилю, бронзовий призер чемпіонату Європи, чемпіон Європейських ігор, бронзовий призер Кубку світу.

## Життєпис
Боротьбою почав займатися з 2005 року.
Тренер — Аскерхан Новрузов.

## Спортивні результати на міжнародних змаганнях

### Виступи на Чемпіонатах світу
| Змагання                        | Збірна      | Вагова категорія          | Місце |
| ------------------------------- | ----------- | ------------------------- | ----- |
| Чемпіонат світу з боротьби 2015 | Азербайджан | вільна боротьба, до 57 кг | 20    |
| Чемпіонат світу з боротьби 2017 | Азербайджан | вільна боротьба, до 57 кг | 18    |
| Чемпіонат світу з боротьби 2019 | Азербайджан | вільна боротьба, до 57 кг | 14    |

### Виступи на Чемпіонатах Європи
| Змагання                         | Збірна      | Вагова категорія          | Місце  |
| -------------------------------- | ----------- | ------------------------- | ------ |
| Чемпіонат Європи з боротьби 2016 | Азербайджан | вільна боротьба, до 57 кг | 5      |
| Чемпіонат Європи з боротьби 2019 | Азербайджан | вільна боротьба, до 57 кг | Бронза |

### Виступи на Європейських іграх
| Змагання              | Збірна      | Вагова категорія          | Місце  |
| --------------------- | ----------- | ------------------------- | ------ |
| Європейські ігри 2019 | Азербайджан | вільна боротьба, до 57 кг | Золото |

### Виступи на Кубках світу
| Змагання                    | Збірна      | Вагова категорія          | Місце  |
| --------------------------- | ----------- | ------------------------- | ------ |
| Кубок світу з боротьби 2017 | Азербайджан | вільна боротьба, до 57 кг | Бронза |

### Виступи на Всесвітніх іграх військовослужбовців
| Змагання                                | Збірна      | Вагова категорія          | Місце |
| --------------------------------------- | ----------- | ------------------------- | ----- |
| Всесвітні ігри військовослужбовців 2019 | Азербайджан | вільна боротьба, до 57 кг | 9     |

### Виступи на Іграх ісламської солідарності
| Змагання                          | Збірна      | Вагова категорія          | Місце  |
| --------------------------------- | ----------- | ------------------------- | ------ |
| Ігри ісламської солідарності 2017 | Азербайджан | вільна боротьба, до 57 кг | Золото |

### Виступи на інших змаганнях
| Змагання                                     | Збірна      | Вагова категорія          | Місце  |
| -------------------------------------------- | ----------- | ------------------------- | ------ |
| Кубок Алроси 2015                            | Азербайджан | вільна боротьба, до 57 кг | Срібло |
| Золотий Гран-прі з боротьби 2015             | Азербайджан | вільна боротьба, до 57 кг | Бронза |
| Турнір Яшара Догу 2016                       | Азербайджан | вільна боротьба, до 57 кг | Бронза |
| Кубок Алроси 2016                            | Азербайджан | команда                   | Срібло |
| Турнір Яшара Догу 2017                       | Азербайджан | вільна боротьба, до 57 кг | Срібло |
| Турнір Дана Колова — Николи Петрова 2017     | Азербайджан | вільна боротьба, до 57 кг | Бронза |
| Турнір Алі Алієва 2017                       | Азербайджан | вільна боротьба, до 57 кг | Золото |
| Турнір Володимира Семенова 2017              | Азербайджан | вільна боротьба, до 57 кг | Бронза |
| Гран-прі Франції Анрі Деглана 2021           | Азербайджан | вільна боротьба, до 57 кг | 7      |
| Київський Міжнародний турнір з боротьби 2021 | Азербайджан | вільна боротьба, до 57 кг | 12     |

### Виступи на змаганнях молодших вікових груп
| Змагання                                       | Збірна      | Вагова категорія          | Місце  |
| ---------------------------------------------- | ----------- | ------------------------- | ------ |
| Чемпіонат Європи з боротьби серед кадетів 2013 | Азербайджан | вільна боротьба, до 50 кг | Бронза |
| Чемпіонат світу з боротьби серед кадетів 2013  | Азербайджан | вільна боротьба, до 50 кг | Срібло |
| Чемпіонат Європи з боротьби серед кадетів 2014 | Азербайджан | вільна боротьба, до 54 кг | 5      |
| Чемпіонат світу з боротьби серед кадетів 2014  | Азербайджан | вільна боротьба, до 58 кг | Срібло |
| Чемпіонат світу з боротьби серед юніорів 2015  | Азербайджан | вільна боротьба, до 55 кг | Золото |
| Чемпіонат Європи з боротьби серед юніорів 2016 | Азербайджан | вільна боротьба, до 55 кг | Бронза |